# Eleutheronema
Eleutheronema és un gènere de peixos pertanyent a la família dels polinèmids.

## Taxonomia
- Eleutheronema rhadinum (Jordan & Evermann, 1902)[4]
- Eleutheronema tetradactylum (Shaw, 1804)[5]
- Eleutheronema tridactylum (Bleeker, 1849)[6][7][8][9][10][11][12]